# Lüdenbach
Lüdenbach ist ein Ort in der Gemeinde Engelskirchen im Oberbergischen Kreis in Nordrhein-Westfalen in Deutschland.

## Lage und Beschreibung
Der Ort liegt südwestlich von Engelskirchen im Tal des Hölzer Siefens, der in die Agger mündet.
Nachbarorte sind Loope, Perdt und Staadt.

## Geschichte
1413 wurde der Ort erstmals in einer Kämmereirechnung für den Fronhof Lindlar urkundlich genannt. In dieser Urkunde wird der Ort mit „Ludenbech“ bezeichnet. In der Karte Topographische Aufnahme der Rheinlande von 1825 wird der Ort auf umgrenztem Hofraum mit zwei Gebäudegrundrissen gezeigt und mit „Lüdenbach“ benannt. 1896 zeigen die topografischen Karten nordwestlich der Ortschaft ein Bergwerk mit Maschinenhaus. 1933 sind die Stollen dieses Bergwerks als verschlossen markiert.